# Gracilentulus shipingensis
Gracilentulus shipingensis är en urinsektsart som beskrevs av Yin 1984. Gracilentulus shipingensis ingår i släktet Gracilentulus och familjen lönntrevfotingar. Inga underarter finns listade i Catalogue of Life.